# Dachstein (grupa górska)

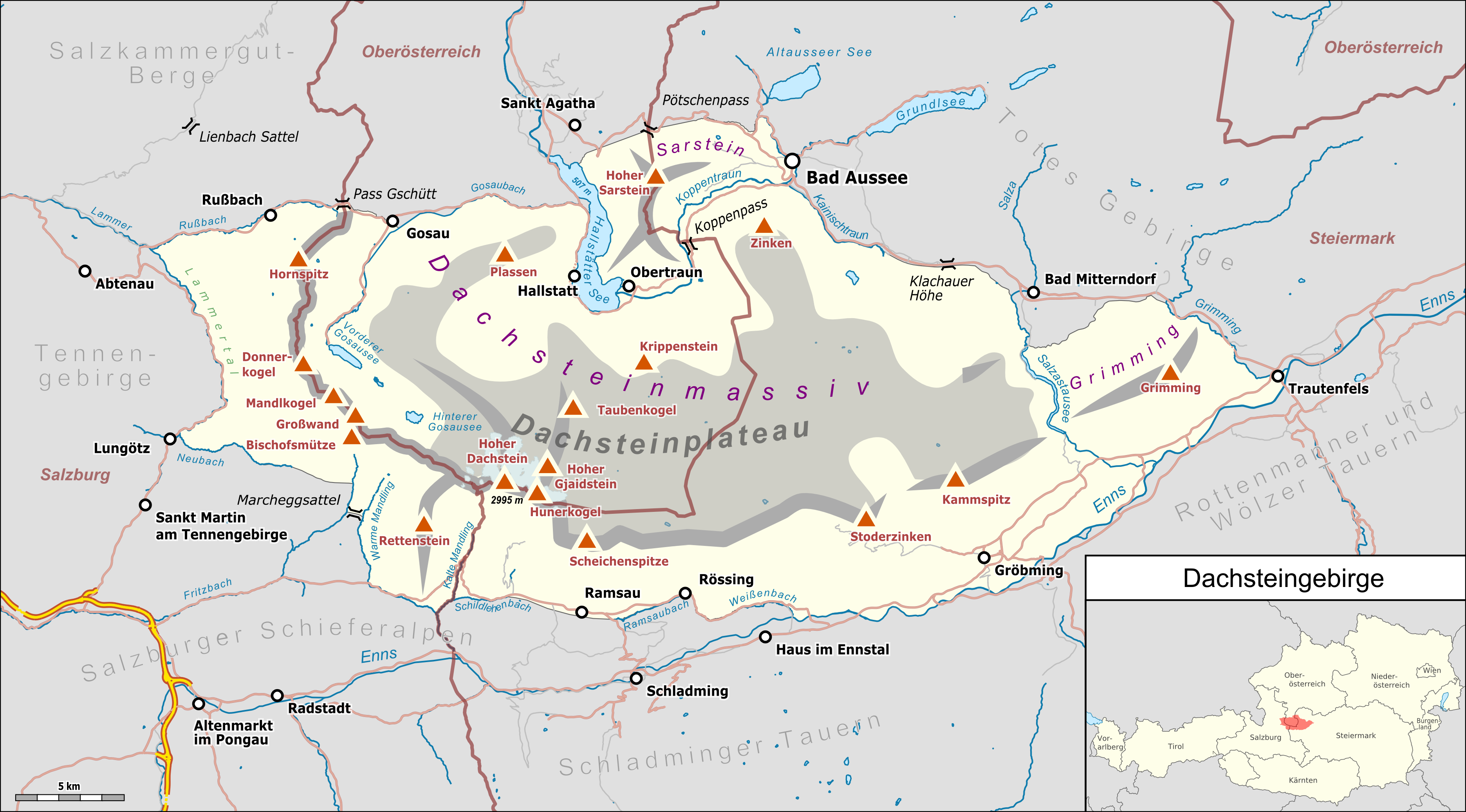

Dachstein ([ˈdaχʃtaɪ̯n]ⓘ; niem. Dachsteingebirge) – grupa górska i masyw w Alpach Salzburskich, części Północnych Alp Wapiennych (według SOIUSA Dachstein, kod II/B-25.I, jest częścią Oberösterreichisch-Salzkammerguter Alpen, II/B-25). Leży w Austrii, w krajach związkowych: Górna Austria, Styria i Salzburg.
Grupa ta, nr AVE 14, graniczy z: Salzkammergut-Berge na północnym zachodzie, Totes Gebirge na północnym wschodzie, Rottenmanner und Wölzer Tauern na południowym wschodzie, Schladminger Tauern na południu, Salzburger Schieferalpen na południowym zachodzie oraz Tennengebirge na zachodzie.
Najważniejszą częścią tej grupy jest masyw Dachstein. Najwyższym szczytem grupy jest Hoher Dachstein, który osiąga wysokość 2995 m. Pod szczytem na wysokości ok. 2700 m na lodowcu istnieją rozległe tereny narciarskie, wyciągi, trasy do uprawiania narciarstwa biegowego. Najniższy punkt w granicach pasma to powierzchnia Jeziora Halsztackiego, 508 m n.p.m. Głównym miastem rejonu jest Radstadt, a rzeką – Aniza (niem. Enns).

Najwyższe szczyty:
| - Hoher Dachstein (2995 m) - Torstein (2948 m) - Mitterspitz (2925 m) - Koppenkarstein (2865 m) - Hohes Kreuz (2837 m) - Gjaidstein (2792 m) - Hunerkogel (2694 m) - Scheichenspitze (2667 m) |  | - Große Bischofsmütze (2458 m) - Großwand (2415 m) - Grimming (2351 m) - Armkarwand (2348 m) - Däumling (2322 m) - Sternkogel (2320 m) - Taubenkogel (2301 m) |

Schroniska:
| - Adamekhütte (2196 m) - Austriahütte (1638 m) - Brünner Hütte (1747 m) - Dachsteinsüdwandhütte (1871 m) - Gablonzer Hütte (1550 m) - Grimminghütte (966 m) - Guttenberghaus (2147 m) - Hofpürglhütte (1705 m) - Krippensteinhaus (2075 m) |  | - Sarsteinalm (1712 m) - Sarsteinhütte (1650 m) - Schilcherhaus (1760 m) - Seethalerhütte (2741 m) - Silberkarhütte (1223 m) - Simonyhütte (2206 m) - Stuhlalm (1450 m) - Theodor-Körner-Hütte (1466 m) - Wiesberghaus (1884 m) |

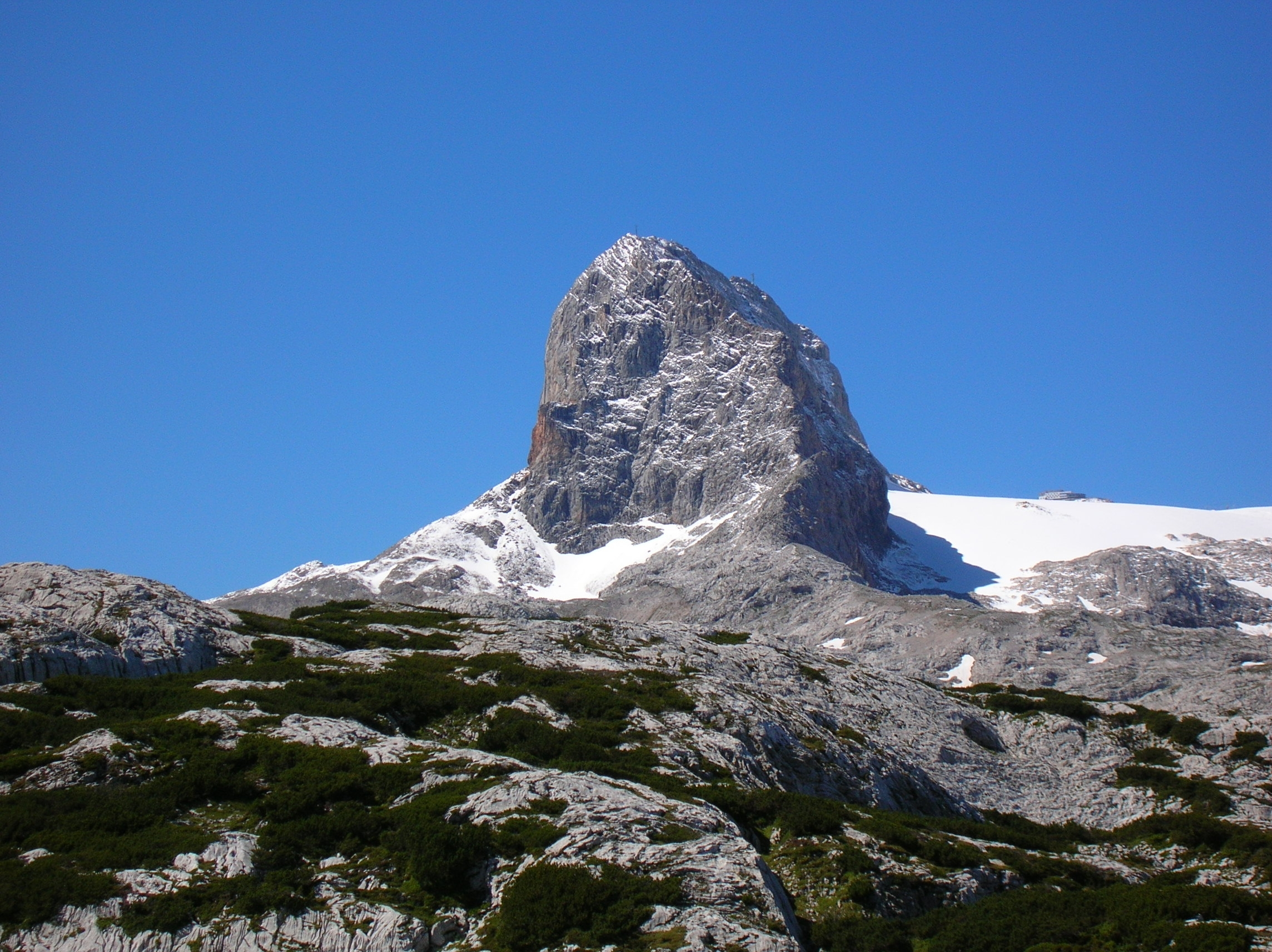
Koppenkarstein
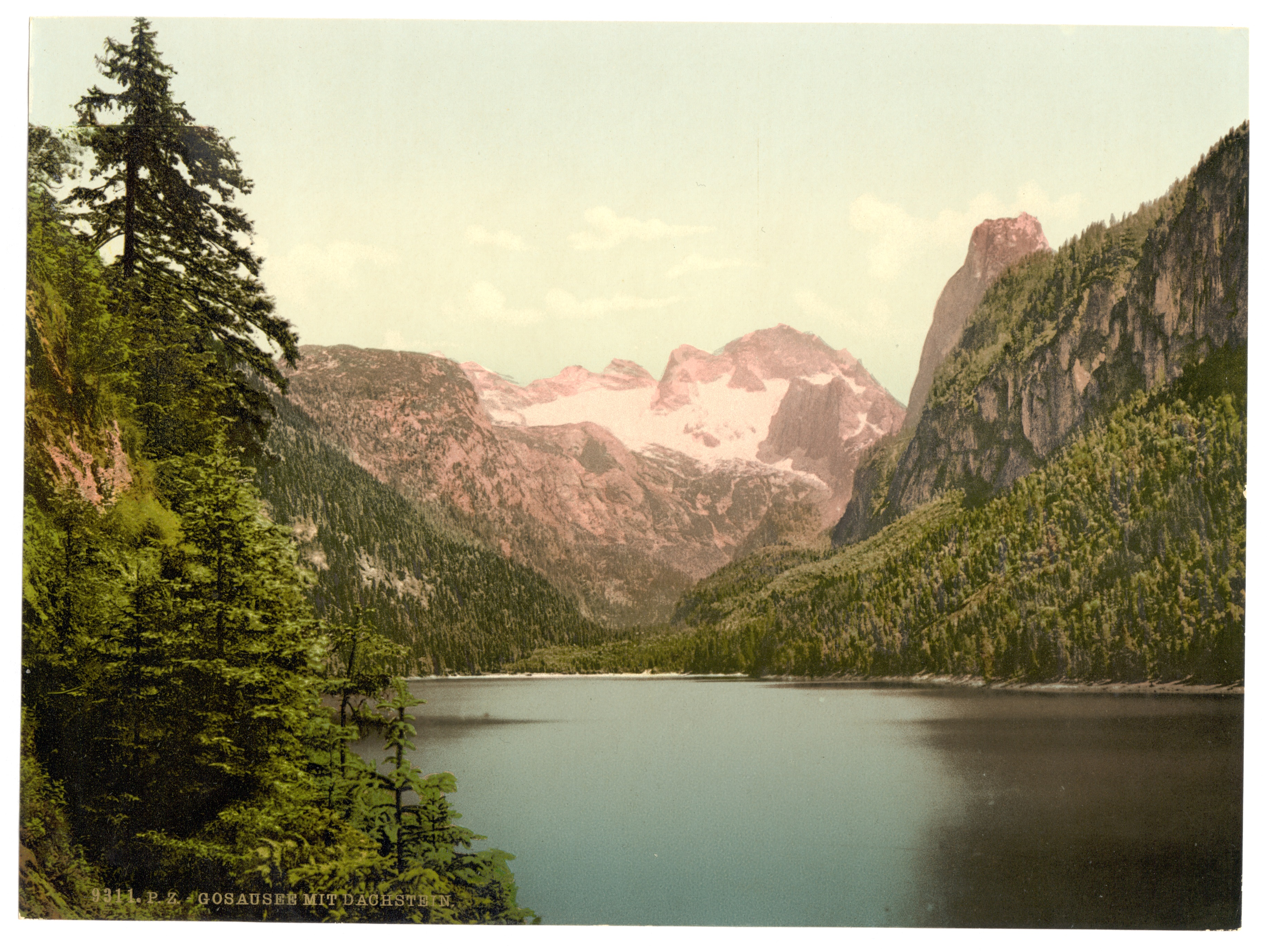
Jezioro Gosausee, w tle Hoher Dachstein i Torstein ponad lodowcem Gosaugletcher